# Bourse de Fortunatus

La bourse de Fortunatus.

La bourse de Fortunatus est un objet imaginaire censé contenir une inépuisable fortune. Fortunatus est un personnage des légendes populaires allemandes. La bourse de Fortunatus fait sa plus notable apparition dans L'Étrange Histoire de Peter Schlemihl d'Adelbert von Chamisso.

## Un cadeau du diable
Dans le conte de Chamisso, la bourse de Fortunatus se présente comme une bourse ordinaire, remplie de pièces d'or ; quand on y puise, elle se remplit aussitôt. Elle est proposée à Peter Schlemihl par un homme en gris, le diable, en échange de son ombre. Après avoir accepté le marché, le héros réalise bientôt qu'il s'est mis à l'écart de la société humaine ; cette absence d'ombre devient le centre de ses problèmes, mais il refuse de céder son âme pour la récupérer ; il finit par prendre la bourse en horreur et s'en débarrasse. Sa vie s'achève dans la misère, mais sa faute est rachetée.

## Un objet mathématique
La bourse de Fortunatus est le nom donné à un objet mathématique, similaire au ruban de Möbius mais avec une dimension supplémentaire (ce qui le rend impossible à fabriquer dans notre monde à trois dimensions). Tout comme le ruban de Möbius n'a qu'une face, les faces externe et interne de la bourse de Fortunatus sont confondues (on peut passer de l'une à l'autre sans franchir de bord), ou selon une interprétation plus symbolique, le monde au-dehors de la bourse étant aussi au-dedans, celle-ci contient le monde entier.
Lewis Carroll en fait la description dans Sylvie et Bruno : le savant Mein Herr y explique à Lady Muriel comment coudre ensemble trois mouchoirs pour la fabriquer ; la dernière étape n'étant pas réalisable en trois dimensions, Lady Muriel pose son ouvrage, embarrassée, et déclare qu'elle le finira plus tard. Le lecteur qui aurait survolé la description sans chercher à se représenter l'objet n'est pas averti de cette impossibilité ; on peut y voir le souci pédagogique dont l'auteur fait montre dans ses écrits.